# Ihtiman
Ihtiman (búlgaro: Ихтиман) é uma cidade da Bulgária, localizada no distrito de Sófia. A sua população era de 13,360 habitantes segundo o censo de 2010.

## População
| Ihtiman | Ihtiman | Ihtiman | Ihtiman | Ihtiman | Ihtiman | Ihtiman | Ihtiman | Ihtiman | Ihtiman | Ihtiman | Ihtiman | Ihtiman | Ihtiman | Ihtiman | Ihtiman | Ihtiman | Ihtiman | Ihtiman | Ihtiman |
| --- | ------- | ------- | ------- | ------- | ------- | ------- | ------- | ------- | ------- | ------- | ------- | ------- | ------- | ------- | ------- | ------- | ------- | ------- | ------- |
| Ano | 1887    | 1910    | 1934    | 1946    | 1956    | 1965    | 1975    | 1985    | 1992    | 2001    | 2002    | 2003    | 2004    | 2005    | 2006    | 2007    | 2008    | 2009    | 2010    |
| População |         |         |         | 6,526   | 9,063   | 10,317  | 11,469  | 12,937  | 12,926  | 13,593  | 13,615  | 13,572  | 13,512  | 13,495  | 13,489  | 13,458  | 13,375  | 13,322  | 13,360  |
| Fontes: Instituto Nacional de Estatísticas, „citypopulation.de“, „pop-stat.mashke.org“, Bulgarian Academy of Sciences |         |         |         |         |         |         |         |         |         |         |         |         |         |         |         |         |         |         |         |